# توماس إم. نيلسون
توماس إم. نيلسون هو سياسي أمريكي، ولد في 27 سبتمبر 1782 في مقاطعة ميكلينبرغ في الولايات المتحدة، وتوفي في 10 نوفمبر 1853 في كولومبوس في الولايات المتحدة. نشط حزبياً في الحزب الجمهوري الديمقراطي. وقد انتخب عضو مجلس نواب الولايات المتحدة عن ولاية فرجينيا ‏ وانتخب عضو مجلس النواب الأمريكي ‏.